# Marc-Antoine Bonnin de la Bonninière de Beaumont
Pour les articles homonymes, voir Bonnin et Beaumont.
Pour les autres membres de la famille, voir Famille Bonnin de La Bonninière de Beaumont.
Marc Antoine Bonnin de La Bonninière de Beaumont, né le 23 septembre 1763 à Beaumont-la-Ronce en Indre-et-Loire et mort le 4 février 1830 à Paris, est un général français durant la Révolution et sous l’Empire.

## Biographie
Issu d'une ancienne famille de la Touraine, la famille Bonnin de La Bonninière de Beaumont, fils d'Anne Claude Bonnin de La Bonninière, marquis de Beaumont-la-Ronce, officier au régiment du Roi, commissaire de la noblesse au bailliage de Touraine, président du canton de Neuvy et conseiller général d'Indre-et-Loire, et de Marguerite Le Pellerin de Gauville, dame de La Chartre-sur-le-Loir, il entre dans les pages de Louis XVI le 31 décembre 1777. Il était premier page lorsque, le 2 juin 1784, il est nommé capitaine au 9e régiment de dragons. Pourvu d'une compagnie en mars 1788, il reçoit le brevet de lieutenant-colonel le 22 juillet 1792 et celui de colonel le 7 août suivant. Il épouse en 1801 Julie Charlotte Davout (ou d'Avout), sœur du futur duc d'Auerstaedt.

### Sous la Révolution et le Consulat
Il se trouve à Lyon avec son régiment à l'époque où la Terreur pesait de tout son poids sur cette ville. Il y fait des représentations hardies, devient suspect, est arrêté et condamné à mort. Alors qu'il est conduit à l'échafaud, ses dragons, réunis et en armes, déclarent qu'ils useront de violence pour l'arracher à la mort et il est finalement libéré par les représentants du peuple. Beaumont dirige ses dragons en Italie, où il sert sous Masséna, sous Schérer et enfin sous Napoléon Bonaparte. 
Fait général de brigade le 4 avril 1795, il se trouve, en l'an IV à la bataille du pont de Lodi, concourt à l'enlèvement de la redoute de Monte Medolano et poursuit vivement Wurmser pendant sa retraite sur le Mincio. Il reste en Italie en l'an V et en l'an VI. Au mois de germinal an VII, à la bataille de Magnano, auprès de Vérone, il est frappé d'une balle qui lui traversa l'épaule droite. En l'an VIII, il se fait remarquer à Marengo, et en l'an X, à la Bataille de Pozzolo, il a un cheval tué sous lui lors des combats pour le contrôle de Valeggio sul Mincio. Il est élevé au grade de général de division en l'an XI, et en l'an XII le premier Consul le nomme membre de l'ordre national de la Légion d'honneur le 19 frimaire, puis commandeur de l'ordre le 25 prairial suivant.

### Général de l'Empire
Il fait à la Grande Armée les campagnes de 1805 à 1807 à la tête d'une division de dragons, et se distingue au passage du Rhin près de Kehl, aux combats de Wertingen, d'Ulm, de Ried, de Lambach, à la prise de Steger, aux batailles d'Austerlitz, d'Iéna, d'Eylau, à Zehdenich, à Prentzlow, sur la Bjura et à Cznarnowo. L'Empereur reconnaît ses services et nomme Beaumont grand officier de la Légion d'honneur le 10 février 1806, puis premier chambellan de Madame Mère, sénateur le 14 août 1807 et comte de l'Empire le 26 avril 1808. Lors de la bataille de Wagram, en 1809, il commande une division de cavalerie.

### Au service du roi

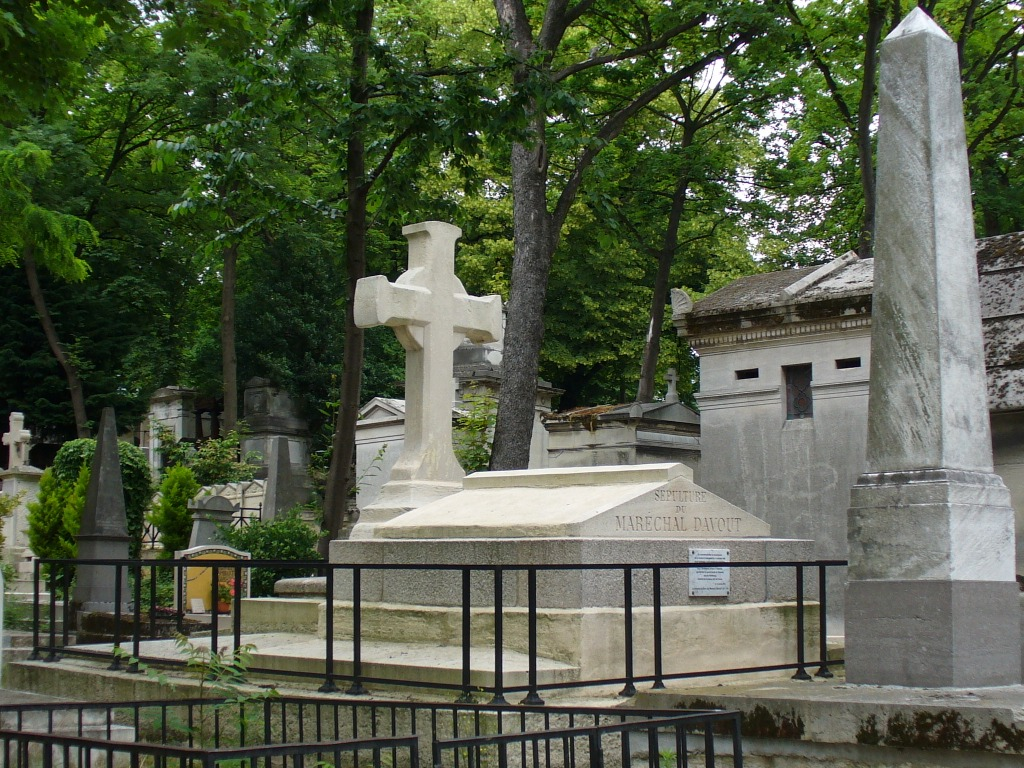
Tombe du maréchal Davout.

Cet officier général adhère en 1814 aux actes du Sénat qui prononcent la déchéance de Napoléon Ier et le rappel des Bourbons. Louis XVIII, à son arrivée à Paris, le fait pair de France le 4 juin et chevalier de Saint-Louis le 27 du même mois. Il ne sert pas pendant les Cent-Jours et reprend son siège au palais du Luxembourg après la seconde rentrée du roi. Il commande alors une division de l'armée de Paris. Il meurt le 4 février 1830 et est inhumé dans la même tombe que le maréchal Davout, dont il avait épousé la sœur et avec lequel il s'était lié d'amitié. Son nom est inscrit sur le monument de la barrière de l'Étoile, côté est.

## Titres
- Comte de Beaumont et de l'Empire (lettres patentes du 26 avril 1808, Bayonne[1],[2]) ;
- Pair de France[3] :
  - 4 juin 1814 ;
  - Comte-pair héréditaire (31 août 1817, lettres patentes du 14 avril 1818, sans majorat).

## Distinctions
- Légion d'honneur[4] :
  - Légionnaire le 19 frimaire an XII (11 décembre 1803), puis,
  - Commandant le 25 prairial an XII (14 juin 1804), puis,
  - Grand officier le 10 février 1806, puis,
  - Grand-croix de la Légion d'honneur le 19 août 1824 ;
- Commandeur de l'Ordre de la Couronne de fer ;
- Grand-croix de l'Ordre militaire de Maximilien-Joseph de Bavière ;
- Grand-croix de l'Ordre de la Fidélité de Bade (1808).

## Armoiries
| Figure | Blasonnement |
|        | Armes du comte de Beaumont et de l'Empire : Parti de gueules chargé en pointe, d'un lys de jardin d'argent tigé et terrassé de même ; au deuxième, du premier chargé d'une étoile d'argent, coupée d'azur, chargée d'une épée d'argent en barre, pointe à senestre. On trouve aussiÉcartelé: au 1er, au franc-quartier des comtes sénateurs ; au 2e, de gueules semé d'étoiles d'argent ; au 3e, de gueules chargé en pointe d'un lys de jardin d'argent tigé et terrassé du même ; au 4e, d'azur chargé d'une épée en barre d'argent, la pointe à senestre. - Livrées : azur, argent et rouge. |
|        | Armes du comte de la Bonninière de Beaumont, pair de France D'argent à la fleur de lys de gueules,. Supportdeux lions, au naturel. Devise« Virtute, Comitesanguine. » |